# HD 130322
HD 130322は、おとめ座の方角にある8等級の恒星である。橙色のK型主系列星で、太陽よりも若干暗くて冷たい。北極圏を除きほぼ世界中で、望遠鏡か双眼鏡を使うと、ほぼ正確に天の赤道上に見ることができる。
| 太陽 | HD 130322 |
| ---- | --------- |
| 太陽 | Exoplanet |

## 惑星系
1999年、ラ・シヤ天文台での視線速度法による観測から、1つの太陽系外惑星がHD 130322の周囲を公転していることが発見された。
| 名称 （恒星に近い順） | 質量      | 軌道長半径 （天文単位） | 公転周期 (日)      | 軌道離心率    | 軌道傾斜角 | 半径 |
| --------------------- | --------- | ----------------------- | ------------------ | ------------- | ---------- | ---- |
| b (Eiger)             | > 1.15 MJ | 0.0925                  | 10.70871 ± 0.00018 | 0.029 ± 0.016 | —          | —    |

## 名称
2019年、世界中の全ての国または地域に1つの系外惑星系を命名する機会を提供する「IAU100 Name ExoWorldsプロジェクト」において、HD 130322系はスイスに割り当てられる惑星系となった。このプロジェクトは、「国際天文学連合100周年事業」の一環として計画されたイベントの1つで、スイス国内での選考と国際天文学連合 (IAU) への提案を経て、太陽系外惑星とその母星に固有名が承認されるものであった。2019年12月17日、IAUから最終結果が公表され、HD 130322はMönch、HD 130322 bはEigerと命名された。Mönch、Eigerはいずれも、スイスのベルナーアルプスを代表する名峰で、世界遺産にも含まれているユングフラウ-アレッチ自然保護区にあるメンヒとアイガーのことである。ユングフラウはドイツ語で「乙女」を意味し、おとめ座に位置するこの星系との共通点もある。